# Cucullia ikondae
Cucullia ikondae là một loài bướm đêm trong họ Noctuidae.